# Byron, Wyoming
Byron är en småstad (town) i Big Horn County i norra Wyoming i USA. Staden hade 593 invånare vid 2010 års folkräkning.

## Geografi
Byron ligger mellan de större grannstäderna Powell och Lovell, på norra sidan av Shoshone River. Floden används som källa för konstbevattning i området. Staden omges av oljefält och jordbruksmark.

## Historia
Orten Byron, Wyoming grundades 22 maj 1900 av en grupp nybyggare. Deras ledare Byron Sessions fick ge namn åt orten. Byron fick kommunalt självstyre som Town of Byron, Wyoming den 7 juni 1910.